# Ingo Wagner (Sportwissenschaftler)
Ingo Wagner (* 1982) ist ein deutscher Didaktiker. Wagner ist ursprünglich Sportwissenschaftler, gilt jedoch als ein bedeutender Vertreter der interdisziplinären Didaktik und war ihr erster Lehrstuhlinhaber in Deutschland. Nach Tätigkeiten an Hochschulen in Köln, Karlsruhe und Freiburg arbeitet er seit 2025 als Professor für Sportwissenschaft an der Pädagogischen Hochschule Ludwigsburg. Die Professur gehört zum Institut für Kunst, Musik und Sport an der Fakultät für Kultur- und Naturwissenschaften.

## Leben
Wagner studierte an der Universität zu Köln, an der Deutschen Sporthochschule Köln und an der Pariser Universität Sorbonne. Er schloss sein Studium in den Fächern Sportwissenschaft, Mathematik, Philosophie und Pädagogik mit dem deutschen Äquivalent eines Master of Education ab. Anschließend war er Gastdozent an der University of Brighton (UK), arbeitete als Schullehrer in Köln und führte Fortbildungen für Lehrkräfte durch. Er arbeitete als Dozent und wissenschaftlicher Mitarbeiter an der Deutschen Sporthochschule, zunächst am Institut für Schulsport und Schulentwicklung, später am Institut für Soziologie und Genderforschung. 
Von 2018 bis 2024 war Ingo Wagner als Juniorprofessor Leiter der Abteilung „Interdisziplinäre Didaktik der MINT-Fächer und des Sports“ am Karlsruher Institut für Technologie (KIT), danach Lehrstuhlinhaber und W3-Professor für Sportpädagogik, Sportsoziologie und Gesundheitsbildung an der Albert-Ludwigs-Universität Freiburg (2024–2025). Seit April 2025 arbeitet er als Professor und Lehrstuhlinhaber für Sportwissenschaft an der Pädagogischen Hochschule Ludwigsburg.

## Forschung
Wagner forscht zu didaktischen Inszenierungen von Lehr-Lern-Prozessen, um damit Lehramtsbildung im Studium, im Referendariat und in der Schule zu stärken.
Zudem liegt ein Forschungsschwerpunkt in (fach-)didaktischer Perspektive auf der interdisziplinären Schul- und Unterrichtsforschung zum Sport und den MINT-Fächern. Übergreifende Aspekte wie Digitalisierung, Heterogenität, nachhaltige Entwicklung (BNE) Gender/Diversity, Organisationsentwicklung oder die Prävention von Unterrichtsstörungen und von Gewalt finden besondere Berücksichtigung.

## Auszeichnungen
Für seine Leistungen, Projekte und Forschungsarbeiten erhielt Wagner mehrere Auszeichnungen:
- Lehrpreis der Deutschen Sporthochschule Köln 2011 (3. Platz)[4]
- dvs Nachwuchspreis 2013 (1. Platz)[5]
- Karl-Hofmann-Preis für herausragende Dissertationen 2017 (1. Platz)[6]
- Lehrpreis der KIT-Fakultät für Geistes- und Sozialwissenschaften 2022[7]
- Auszeichnung des MINT-Bildungsangebotes "MINT in Bewegung" als MINTrakete 2022[8]
- Lernort-Labor-Preis in der Rubrik "MINT-Bildung von Lehrkräften" 2023 (2. Platz)[9]
- Lernort-Labor-Preis in der Rubrik "Schülerlabor digital" 2025 (3. Platz)[10]
- Deutscher Meister im Streetbasketball (3x3)
- Träger des Sportehrenbriefes und der Sportmedaille der Heimat-Stadt

## Publikationen
- Wissen im Sportunterricht. Dissertation. Meyer & Meyer Verlag, Aachen 2016, ISBN 978-3-8403-1179-6.
- MINT in Bewegung. Anwendungsbezogene Lernstationen für interdisziplinären Unterricht. Springer Verlag. 2023, ISBN 978-3-662-63450-9,  doi:10.1007/978-3-662-63451-6
- MINT interdisziplinär unterrichten. Lernstationen für Biologie, Chemie und Sport. Cornelsen Verlag, 2024. ISBN 978-3-589-16928-3.
- MINT interdisziplinär unterrichten. Lernstationen für Mathematik, Informatik und Sport. Cornelsen Verlag, 2024. ISBN 978-3-589-16949-8.
- MINT interdisziplinär unterrichten. Lernstationen für Physik, Sport und Technik. Cornelsen Verlag, 2024. ISBN 978-3-589-16927-6.